# Svetovni pokal v smučarskih skokih 2009
Svetovni pokal v smučarskih skokih 2009 je trideseta sezona svetovnega pokala v smučarskih skokih.

## Koledar tekem
| Datum             | Prizorišče                | Skakalnica                       | Zmagovalec                                                                            | Drugi                                                                                 | Tretji                                                                         |
| ----------------- | ------------------------- | -------------------------------- | ------------------------------------------------------------------------------------- | ------------------------------------------------------------------------------------- | ------------------------------------------------------------------------------ |
| 28. november 2008 | Kuusamo                   | Rukatunturi HS142                | Tekma odpovedana                                                                      | Tekma odpovedana                                                                      | Tekma odpovedana                                                               |
| 29. november 2008 | Kuusamo                   | Rukatunturi HS142                | Simon Ammann                                                                          | Wolfgang Loitzl                                                                       | Gregor Schlierenzauer                                                          |
| 29. november 2008 | Kuusamo                   | Rukatunturi HS142                | Finska Ville Larinto Kalle Keituri Harri Olli Matti Hautamäki                         | Avstrija · Wolfgang Loitzl · Martin Koch · Gregor Schlierenzauer · Thomas Morgenstern | Nemčija · Felix Schoft · Michael Uhrmann · Martin Schmitt · Michael Neumayer   |
| 6. december 2008  | Trondheim                 | Granåsen HS140                   | Gregor Schlierenzauer                                                                 | Ville Larinto                                                                         | Anders Jacobsen                                                                |
| 7. december 2008  | Trondheim                 | Granåsen HS140                   | Simon Ammann                                                                          | Matti Hautamäki                                                                       | Gregor Schlierenzauer                                                          |
| 13. december 2008 | Pragelato                 | Stadio del Trampolino HS140      | Simon Ammann                                                                          | Gregor Schlierenzauer                                                                 | Ville Larinto                                                                  |
| 14. december 2008 | Pragelato                 | Stadio del Trampolino HS140      | Fumihisa Jumoto                                                                       | Simon Ammann                                                                          | Johan Remen Evensen                                                            |
| 20. december 2008 | Engelberg                 | Gross-Titlis-Schanze HS137       | Simon Ammann                                                                          | Wolfgang Loitzl                                                                       | Gregor Schlierenzauer                                                          |
| 21. december 2008 | Engelberg                 | Gross-Titlis-Schanze HS137       | Gregor Schlierenzauer                                                                 | Wolfgang Loitzl                                                                       | Simon Ammann                                                                   |
| 29. december 2008 | Oberstdorf                | Schattenbergschanze HS137        | Simon Ammann                                                                          | Wolfgang Loitzl                                                                       | Dimitrij Vasiljev                                                              |
| 1. januar 2009    | Garmisch-Partenkirchen    | Große Olympiaschanze HS140       | Wolfgang Loitzl                                                                       | Simon Ammann                                                                          | Harri Olli                                                                     |
| 4. januar 2009    | Innsbruck                 | Bergiselschanze HS130            | Wolfgang Loitzl                                                                       | Gregor Schlierenzauer                                                                 | Martin Schmitt                                                                 |
| 6. januar 2009    | Bischofshofen             | Paul-Ausserleitner-Schanze HS140 | Wolfgang Loitzl                                                                       | Simon Ammann                                                                          | Dimitrij Vasiljev                                                              |
| 10. januar 2009   | Bad Mitterndorf /Tauplitz | Kulm HS200                       | Gregor Schlierenzauer                                                                 | Simon Ammann                                                                          | Martin Koch                                                                    |
| 11. januar 2009   | Bad Mitterndorf /Tauplitz | Kulm HS200                       | Gregor Schlierenzauer                                                                 | Harri Olli                                                                            | Simon Ammann                                                                   |
| 16. januar 2009   | Zakopane                  | Wielka Krokiew HS134             | Wolfgang Loitzl                                                                       | Gregor Schlierenzauer                                                                 | Martin Schmitt                                                                 |
| 17. januar 2009   | Zakopane                  | Wielka Krokiew HS134             | Gregor Schlierenzauer                                                                 | Wolfgang Loitzl                                                                       | Simon Ammann                                                                   |
| 24. januar 2009   | Whistler                  | Whistler Park HS140              | Gregor Schlierenzauer                                                                 | Wolfgang Loitzl                                                                       | Matti Hautamäki                                                                |
| 25. januar 2009   | Whistler                  | Whistler Park HS140              | Gregor Schlierenzauer                                                                 | Thomas Morgenstern                                                                    | Ville Larinto                                                                  |
| 31. januar 2009   | Saporo                    | Ōkurayama-Schanze HS134          | Gregor Schlierenzauer                                                                 | Thomas Morgenstern                                                                    | Wolfgang Loitzl                                                                |
| 1. februar 2009   | Saporo                    | Ōkurayama-Schanze HS134          | Tekma odpovedana                                                                      | Tekma odpovedana                                                                      | Tekma odpovedana                                                               |
| 7. februar 2009   | Willingen,Upland          | Mühlenkopfschanze HS145          | Avstrija · Thomas Morgenstern · Markus Eggenhofer · Andreas Kofler · Wolfgang Loitzl  | Norveška Roar Ljøkelsøy Tom Hilde Anders Bardal Anders Jacobsen                       | Finska Ville Larinto Kalle Keituri Matti Hautamäki Harri Olli                  |
| 8. februar 2009   | Willingen,Upland          | Mühlenkopfschanze HS145          | Gregor Schlierenzauer                                                                 | Simon Ammann                                                                          | Noriaki Kasai                                                                  |
| 11. februar 2009  | Klingenthal               | Vogtland Arena HS140             | Gregor Schlierenzauer                                                                 | Anders Jacobsen                                                                       | Wolfgang Loitzl                                                                |
| 14. februar 2009  | Oberstdorf                | Letalnica Heini Klopfer HS213    | Harri Olli                                                                            | Anders Jacobsen                                                                       | Johan Remen Evensen                                                            |
| 15. februar 2009  | Oberstdorf                | Letalnica Heini Klopfer HS213    | Finska Kalle Keituri Juha-Matti Ruuskanen Matti Hautamäki Harri Olli                  | Rusija · Denis Kornilov · Pavel Karelin · Ilja Rosljakov · Dimitrij Vasiljev          | Avstrija · Wolfgang Loitzl · Markus Eggenhofer · Andreas Kofler · Martin Koch  |
| 7. marec 2009     | Lahti                     | Salpausselkä HS130               | Avstrija · Wolfgang Loitzl · Martin Koch · Thomas Morgenstern · Gregor Schlierenzauer | Finska Ville Larinto Kalle Keituri Harri Olli Matti Hautamäki                         | Norveška Anders Bardal Tom Hilde Johan Remen Evensen Anders Jacobsen           |
| 8. marec 2009     | Lahti                     | Salpausselkä HS130               | Tekma odpovedana                                                                      | Tekma odpovedana                                                                      | Tekma odpovedana                                                               |
| 8. marec 2009     | Lahti                     | Salpausselkä HS97                | Gregor Schlierenzauer                                                                 | Simon Ammann                                                                          | Dimitrij Vasiljev                                                              |
| 10. marec 2009    | Kuopio                    | Puijo HS127                      | Takanobu Okabe                                                                        | Simon Ammann                                                                          | Adam Małysz                                                                    |
| 13. marec 2009    | Lillehammer               | Lysgårds HS138                   | Harri Olli                                                                            | Dimitrij Vasiljev                                                                     | Gregor Schlierenzauer                                                          |
| 14. marec 2009    | Vikersund                 | Vikersundbakken HS207            | Avstrija · Martin Koch · Wolfgang Loitzl · Thomas Morgenstern · Gregor Schlierenzauer | Finska Matti Hautamäki Kalle Keituri Ville Larinto Harri Olli                         | Norveška Johan Remen Evensen Bjørn Einar Romøren Anders Bardal Anders Jacobsen |
| 15. marec 2009    | Vikersund                 | Vikersundbakken HS207            | Gregor Schlierenzauer                                                                 | Simon Ammann                                                                          | Dimitrij Vasiljev                                                              |
| 20. marec 2009    | Planica                   | Planiška velikanka HS215         | Gregor Schlierenzauer                                                                 | Adam Małysz                                                                           | Dimitrij Vasiljev                                                              |
| 21. marec 2009    | Planica                   | Planiška velikanka HS215         | Norveška Tom Hilde Johan Remen Evensen Anders Jacobsen Anders Bardal                  | Poljska Kamil Stoch Łukasz Rutkowski Stefan Hula Adam Małysz                          | Rusija · Denis Kornilov · Pavel Karelin · Ilja Rosljakov · Dimitrij Vasiljev   |
| 22. marec 2009    | Planica                   | Planiška velikanka HS215         | Harri Olli                                                                            | Adam Małysz                                                                           | Simon Ammann Robert Kranjec                                                    |

## Skupne uvrstitve

### Posamično
| Poz | Skakalec              | Točke |
| --- | --------------------- | ----- |
| 01. | Gregor Schlierenzauer | 2083  |
| 02. | Simon Ammann          | 1776  |
| 03. | Wolfgang Loitzl       | 1396  |
| 04. | Harri Olli            | 0974  |
| 05. | Dimitrij Vasiljev     | 0845  |
| 06. | Martin Schmitt        | 0829  |
| 07. | Thomas Morgenstern    | 0795  |
| 08. | Anders Jacobsen       | 0661  |
| 09. | Martin Koch           | 0601  |
| 10. | Anders Bardal         | 0598  |
| 11. | Andreas Küttel        | 0561  |
| 12. | Matti Hautamäki       | 0558  |
| 13. | Adam Małysz           | 0549  |
| 14. | Ville Larinto         | 0541  |
| 15. | Noriaki Kasai         | 0409  |
| 16. | Roman Koudelka        | 0403  |
| 17. | Emmanuel Chedal       | 0395  |
| 18. | Michael Uhrmann       | 0354  |
| 19. | Michael Neumayer      | 0353  |
| 20. | Johan Remen Evensen   | 0334  |
| 21. | Kalle Keituri         | 0293  |
| 22. | Jakub Janda           | 0279  |
| 23. | Robert Kranjec        | 0276  |
| 24. | Tom Hilde             | 0269  |
| 25. | Roar Ljøkelsøy        | 0259  |
| 26. | Fumihisa Jumoto       | 0237  |
| 27. | Markus Eggenhofer     | 0232  |
| 28. | Takanobu Okabe        | 0227  |
| 29. | Daiki Ito             | 0193  |
| 30. | Denis Kornilov        | 0146  |
|     | Kamil Stoch           | 0146  |

| Poz | Skakalec                 | Točke |
| --- | ------------------------ | ----- |
| 32. | Stephan Hocke            | 145   |
| 33. | Juta Vatase              | 142   |
| 34. | Bjørn Einar Romøren      | 113   |
| 35. | Šohei Točimoto           | 107   |
| 36. | Andreas Kofler           | 102   |
| 37. | Jernej Damjan            | 099   |
| 38. | Ilja Rosljakov           | 098   |
| 39. | Vincent Descombes Sevoie | 075   |
| 40. | Vegard Sklett            | 068   |
| 41. | Sebastian Colloredo      | 060   |
| 42. | Taku Takeuči             | 056   |
|     | Pavel Karelin            | 056   |
| 44. | Stefan Hula              | 051   |
| 45. | Felix Schoft             | 050   |
| 46. | Sigurd Pettersen         | 042   |
| 47. | Primož Peterka           | 040   |
| 48. | Severin Freund           | 036   |
| 49. | Rafał Śliż               | 033   |
| 50. | Łukasz Rutkowski         | 029   |
|     | Kim René Elverum Sorsell | 029   |
| 52. | Robert Hrgota            | 026   |
| 53. | Kai Kovaljeff            | 025   |
| 54. | Primož Pikl              | 024   |
| 55. | Pascal Bodmer            | 023   |
|     | Martin Cikl              | 023   |
| 57. | Mitja Mežnar             | 020   |
| 58. | Lukáš Hlava              | 019   |
| 59. | Andreas Wank             | 018   |
| 60. | Jure Šinkovec            | 015   |
|     | Nicholas Fairall         | 015   |
| 62. | Ondřej Vaculík           | 014   |

| Poz | Skakalec             | Točke |
| --- | -------------------- | ----- |
| 63. | Kazujoši Funaki      | 12    |
| 64. | Johan Eriksson       | 11    |
|     | Tami Kiuru           | 11    |
| 66. | Nikolaj Karpenko     | 10    |
|     | Manuel Fettner       | 10    |
|     | Anže Damjan          | 10    |
|     | Jan Matura           | 10    |
|     | Jukio Sakano         | 10    |
| 71. | Julian Musiol        | 09    |
|     | Rok Urbanc           | 09    |
|     | Jussi Hautamäki      | 09    |
|     | Krzysztof Miętus     | 09    |
| 75. | Maximilian Mechler   | 08    |
| 76. | Christian Ulmer      | 07    |
|     | Lukas Müller         | 07    |
|     | Volodimir Boščuk     | 07    |
| 79. | Vitalij Šumbarec     | 06    |
| 80. | Daniel Lackner       | 05    |
| 81. | Piotr Żyła           | 04    |
| 82. | Sami Niemi           | 03    |
|     | Marcin Bachleda      | 03    |
|     | Oleksander Lasarovič | 03    |
|     | Veli-Matti Lindström | 03    |
|     | Juha-Matti Ruuskanen | 03    |
| 87. | Anders Johnson       | 02    |
|     | Jon Aaraas           | 02    |
|     | Erik Simon           | 02    |
| 90. | Andreas Arén         | 01    |
|     | Hiroki Jamada        | 01    |
|     | Nicolas Mayer        | 01    |

### Svetovni pokal v poletih
| Poz | Skakalec              | Točke |
| --- | --------------------- | ----- |
| 01. | Gregor Schlierenzauer | 477   |
| 02. | Harri Olli            | 372   |
| 03. | Simon Ammann          | 370   |
| 04. | Martin Koch           | 221   |
| 05. | Anders Jacobsen       | 220   |
| 06. | Dimitrij Vasiljev     | 200   |
| 07. | Adam Małysz           | 192   |
|     | Robert Kranjec        | 192   |
| 09. | Matti Hautamäki       | 156   |
| 10. | Anders Bardal         | 143   |
| 11. | Johan Remen Evensen   | 131   |
| 12. | Wolfgang Loitzl       | 128   |
| 13. | Martin Schmitt        | 117   |
| 14. | Emmanuel Chedal       | 114   |
| 15. | Tom Hilde             | 102   |

### Pokal narodov
| Poz | Država    | Točke |
| --- | --------- | ----- |
| 01. | Avstrija  | 7331  |
| 02. | Finska    | 4270  |
| 03. | Norveška  | 4175  |
| 04. | Nemčija   | 3134  |
| 05. | Švica     | 2337  |
| 06. | Rusija    | 2295  |
| 07. | Japonska  | 2094  |
| 08. | Poljska   | 1574  |
| 09. | Slovenija | 1319  |
| 10. | Češka     | 1048  |
| 11. | Francija  | 0471  |
| 12. | Kazahstan | 060   |
|     | Italija   | 060   |
| 14. | ZDA       | 017   |
| 15. | Ukrajina  | 016   |
| 16. | Švedska   | 012   |

## Trenerji
| Reprezentanca | Trener              |
| ------------- | ------------------- |
| Bolgarija     | Joachim Winterlich  |
| Nemčija       | Werner Schuster     |
| Estonija      | Martin Höllwarth    |
| Finska        | Janne Väätäinen     |
| Francija      | Pekka Niemelä       |
| Italija       | Leonardo de Crignis |
| Japonska      | Kari Ylianttila     |
| Kanada        | Tadeusz Bafia       |
| Kazahstan     | Dionis Vodnev       |
| Norveška      | Mika Kojonkoski     |
| Avstrija      | Alexander Pointner  |
| Poljska       | Łukasz Kruczek      |
| Rusija        | Wolfgang Steiert    |
| Švedska       | Wolfgang Hartmann   |
| Švica         | Martin Künzle       |
| Slovaška      | Milan Pilipkov      |
| Slovenija     | Matjaž Zupan        |
| Južna Koreja  | Heung Soo-Kim       |
| Češka         | Richard Schallert   |
| Ukrajina      | Valerij Vdowenko    |
| ZDA           | Jochen Danneberg    |